# جاك ميتشيل (لاعب كرة قدم أسترالية)
جاك ميتشيل (بالإنجليزية: Jack Mitchell)‏ هو لاعب كرة قدم أسترالية أسترالي، ولد في 18 سبتمبر 1924، وتوفي في 29 ديسمبر 1978.

## وصلات خارجية
- جاك ميتشيل على موقع AustralianFootball.com (الإنجليزية)
- جاك ميتشيل على موقع AFLtables.com (الإنجليزية)